# Guitar Hero 3: Legends of Rock
Pour les articles homonymes, voir Guitar hero (homonymie).
Guitar Hero 3: Legends of Rock est un jeu vidéo de rythme développé par Neversoft et édité par RedOctane en 2007. Le jeu est disponible sur PlayStation 2, PlayStation 3, Wii, Xbox 360, Mac OS X et Windows. Il s'agit du troisième épisode de la série Guitar Hero.

## Présentation
À l'instar des précédents opus, le jeu est vendu en bundle avec une guitare factice ; les précédents modèles commercialisés sont cependant compatibles. Il y a 3 modèles différents, une Gibson Les Paul sans fil pour PlayStation 3, Wii et Xbox 360, une Kramer pour PlayStation 2 et une Gibson Explorer pour les versions Macintosh et Windows. Il est également à noter que la version filaire de la Xbox 360 avait aussi le modèle Gibson Explorer.
Concernant la version Wii, Kai Huang, cofondateur de RedOctane, explique qu'elle comporte également une guitare et se dit très excité par les possibilités offertes par la Wiimote, même si cela tient plus du gadget, à savoir que la Wiimote se fiche dans la guitare. Une fois insérée, celle-ci permet une immersion plus poussée grâce au haut-parleur intégré que l'on entend lors des fausses notes, et de la vibration qui rappelle l'activation du Star Power.
Toutes les versions, hormis celle pour PlayStation 2, proposent des fonctionnalités de jeu en ligne.

## Liste des chansons

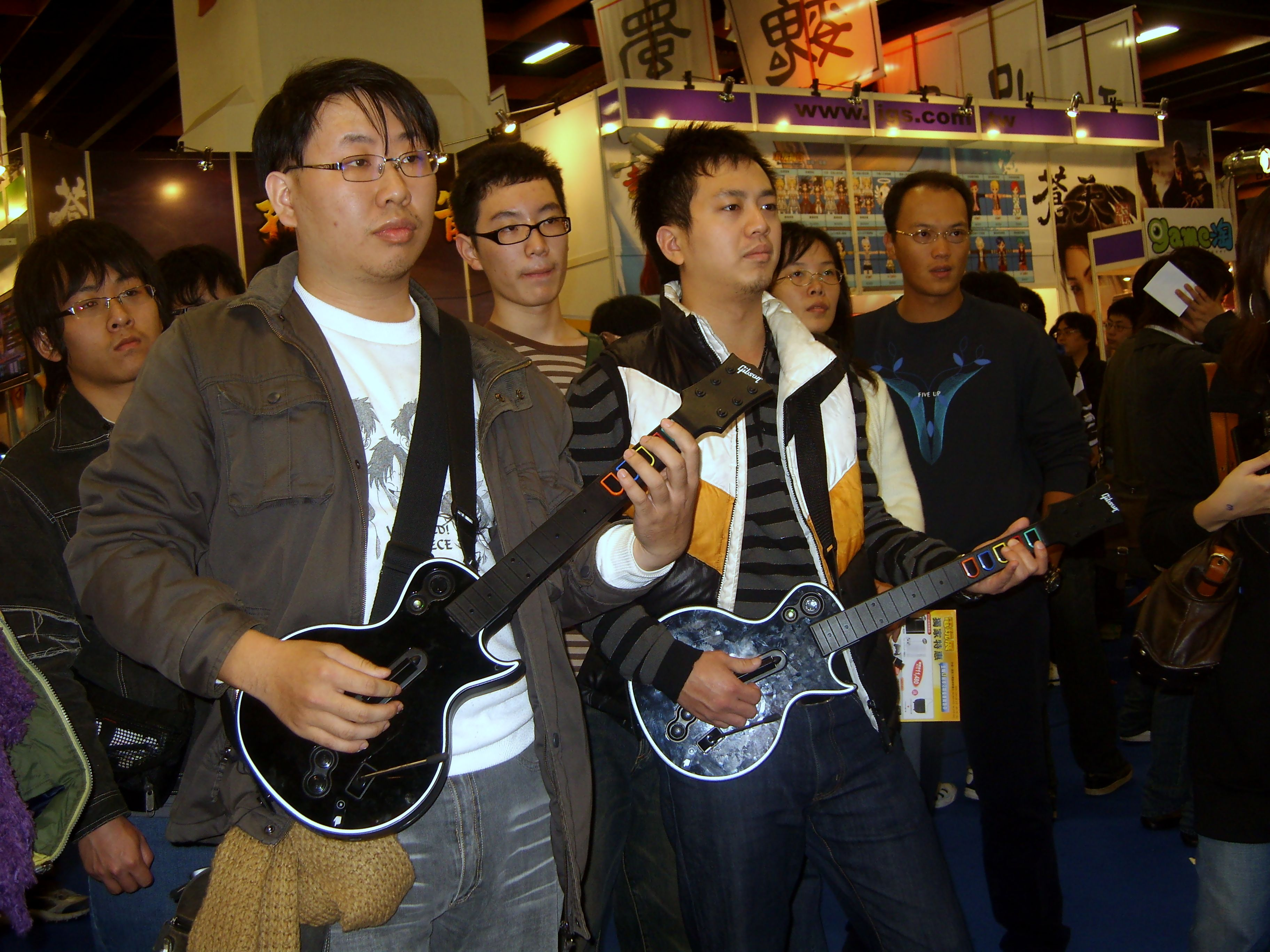
Joueurs de Guitar Hero 3 lors d'une présentation au Taipei Game Show de 2008.

Note : L'astérisque (*) désigne les enregistrements originaux.

### Commence à partir de rien
- Foghat – Slow Ride
- Poison – Talk Dirty to Me
- Pat Benatar – Hit Me with Your Best Shot
- Social Distortion – Story of My Life
- Kiss – Rock 'n' Roll All Nite (rappel)
- Beastie Boys – Sabotage* (rappel coop)

### Ton premier concert
- Mountain – Mississippi Queen
- Alice Cooper – School's Out
- Cream – Sunshine of Your Love
- Heart – Barracuda
- Guitar Battle vs. Tom Morello*

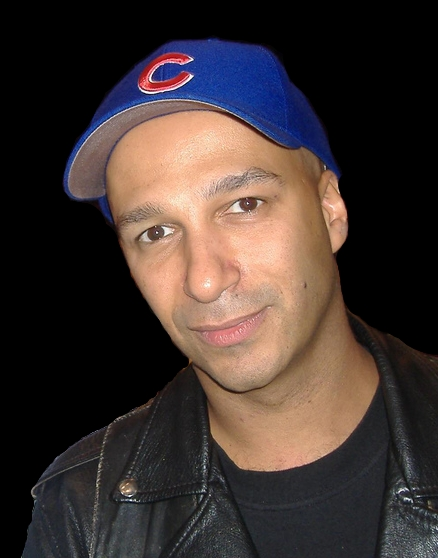
Tom Morello

- Rage Against the Machine – Bulls on Parade (rappel avec Tom Morello)
- The Strokes – Reptilia* (rappel coop)

### Tourne ton clip
- The Killers – When You Were Young*
- AFI – Miss Murder*
- The Who – The Seeker
- Priestess – Lay Down*
- The Rolling Stones – Paint It, Black* (rappel)
- Red Hot Chili Peppers – Suck My Kiss* (rappel coop)

### À la conquête de l'Europe
- Black Sabbath – Paranoid*
- Sex Pistols – Anarchy in the U.K.* (ré-enregistrée)
- Sonic Youth – Kool Thing*
- Weezer – My Name Is Jonas*
- Pearl Jam – Even Flow* (rappel)
- Blue Öyster Cult – Cities on Flame With Rock 'n' Roll (rappel coop)

### Le Blues du bagne

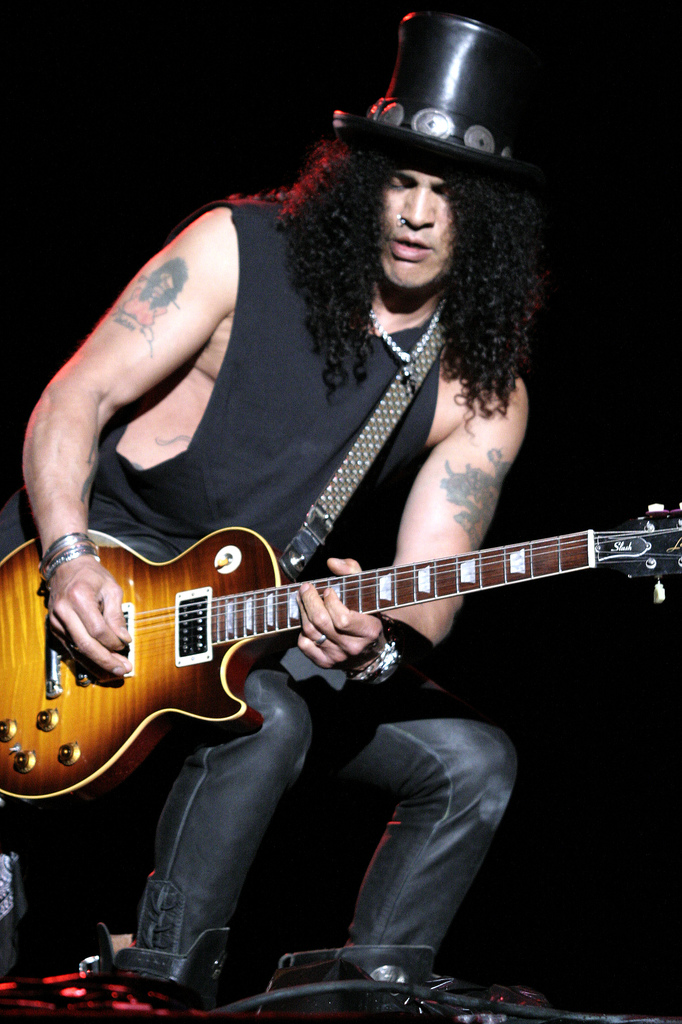
Slash

- Dead Kennedys – Holiday in Cambodia
- Scorpions – Rock You Like a Hurricane
- Aerosmith – Same Old Song and Dance*
- ZZ Top – La Grange
- Guitar Battle vs. Slash*
- Guns N' Roses – Welcome to the Jungle* (rappel avec Slash)
- Bloc Party – Helicopter* (rappel coop)

### Plus cool, tu meurs!
- Santana – Black Magic Woman
- The Smashing Pumpkins – Cherub Rock*
- White Zombie – Black Sunshine
- Tenacious D – The Metal*
- Stevie Ray Vaughan – Pride and Joy (rappel)
- Matchbook Romance – Monsters* (rappel coop)[3]

### Unliveau Japon
- Slipknot – Before I Forget*
- Disturbed – Stricken*
- Queens of the Stone Age – 3's & 7's*
- Muse – Knights of Cydonia*
- Living Colour – Cult of Personality* (rappel ; ré-enregistrée)

### Sauve ton âme
- Slayer – Raining Blood*
- Eric Johnson – Cliffs of Dover
- Iron Maiden – The Number of the Beast*
- Metallica – One*
- Steve Ouimette – The Devil Went Down to Georgia*

## Pistes bonus
Toutes les pistes bonus proviennent des enregistrements originaux, sauf She Bangs the Drums des Stone Roses.
- Héroes del Silencio – Avalancha
- Gallows – In the Belly of a Shark
- Senses Fail – Can't Be Saved
- Lacuna Coil – Closer
- The Sleeping – Don't Hold Back
- L.A. Slum Lords – Down 'N Dirty
- The Fall of Troy – F.C.P.R.E.M.I.X.
- Revolverheld – Generation Rock
- Bret Michaels Band – Go That Far
- Die Toten Hosen – Hier Kommt Alex
- The Hellacopters – I'm in the Band
- An Endless Sporadic – Impulse
- Scouts of St. Sebastian – In Love
- Naast – Mauvais garçon
- Lions – Metal Heavy Lady
- Backyard Babies – Minus Celsius
- Killswitch Engage – My Curse
- Dope – Nothing for Me Here
- Rise Against – Prayer of the Refugee
- Superbus – Radio Song
- Kaiser Chiefs – Ruby
- The Stone Roses – She Bangs the Drums
- In Flames – Take This Life
- Prototype – The Way It Ends
- DragonForce – Through the Fire and Flames

## Contenu supplémentaire
Il existe aussi des chansons supplémentaires, qui sont exclusives pour la PS3 et la Xbox 360. Elles sont téléchargeables via le Xbox Marketplace ou le Playstation Store, tout cela dépend de la console. Il existe environ une soixantaine de chansons à télécharger au total, payantes ou non. Il y a un logiciel qui permet aussi d'ajouter des custom songs sur la version PC, et un autre pour modifier à sa guise les chansons sur WII.
pour la 360
- Pack free (Pack des duels contre les boss)

Devil Went Down to Georgia d'après The Charlie Daniels Band
Composition originale de Slash  par Slash
Composition originale de Tom Morello  par Tom Morello
- Pack free (Thème musical de Halo remix MJOLNIR)

« T.M.D.H - R M par Martin O'Donnell, Michael Salvatori.
Steve Vai à la guitare
- Pack free (single de Noël)

We Three Kings  d'après la version de Steve Ouimette
- Pack free (single tiré de World of Warcraft)

I Am Murloc par Level 70 Elite Tauren Chieftain
- Pack free (single du 4 juillet)

Top Gun Anthem  d'après l'interprétation de Steve Ouimette
- Pack 200MP (single)

So Payaso  d'après la version de Extremoduro
- Pack 200MP (single)

Antisocial d'après la version de Trust
- Pack 200MP (single)

Ernten Was Wir Säen  de Die Fantastischen Vier
- Pack 500MP (Velvet Revolver)

She Builds Quick Machines  tiré de l'album Libertad
Slither  tiré de l'album Contraband
Messages  tiré de l'album Libertad  (E.S), de Velvet Revolver
- Pack 500MP (reprises Warner)

No More Sorrow  d'après la version de Linkin Park
Sleeping Giant  d'après la version de Mastodon
Pretty Handsome Awkward  d'après la version de The Used
- Pack 500MP (No Doubt)

Don't Speak , Excuse Me Mr  et Sunday Morning 
- Pack 500MP (Metal moderne)

Almost Easy d'après la version d'Avenged Sevenfold
The Arsonist  d'après l'interprétation de Thrice
Hole in the earth  d'après l'interprétation des Deftones
- Pack500MP (Muse)

Exo-Politics , Stockholm Syndrome, Supermassive Black Hole
- Pack 500MP (Motörhead)

(We are) The Road Crew , Stay Clean  et Motörhead 
- Pack 500MP (Île de Wight)

Problems (Live at Brixton)  par les Sex Pistols
Shoot the Runner  par Kasabian
I Predict a Riot  par les Kaiser Chiefs
- Pack 500MP (Coldplay)

Violet Hill , Yellow  et God Put A Smile Upon Your Face 
- Pack 500MP (Virtuoso)

Surfing with the Alien  par Joe Satriani
For the Love of God par Steve Vai
Soothsayer  par Buckethead
- Pack500MP (Complet 3)

Carcinogen Crush  de AFI
Putting Holes in Happiness , de Marilyn Manson remixé par Nick Zinner
Tina  de Flyleaf
- Pack 500MP (Dragonforce)

Heroes of Our Time , Revolution Deathsquad , Operation Ground and Pound 
- Pack 500MP (Def Leppard)

Nine Lives , Photograph (live)  et Rock of Ages (live) 
- Pack 500MP:(Foo Fighters)

The Pretender  tiré de l'album Echoes Silence Patience & Grace 
All My life  tiré de l'album One by One 
This Is A Call  tiré de l'album Foo Fighters 
- Pack 500MP (Rock classique)

Peace of Mind  d'après la version de Boston
Juke Box Hero  d'après la version de Foreigner
Any Way you Want  d'après la version de Journey
- Pack1200MP (Death Magnetic)

L'album complet de Metallica Death Magnetic  avec 2 versions exclusives de Suicide & Redemption, That Was Just Your Life, The End Of The Line, Broken, Beat & Scarred, The Day That Never Comes, All Nightmare Long, Cyanide, The Unforgiven III, The Judas Kiss, Suicide & Redemption J.H., Suicide & Redemption K.H. et My Apocalypse 